# Turdus rufopalliatus
Turdus rufopalliatus là một loài chim trong họ Turdidae.